# Танці в Стародавньому Єгипті

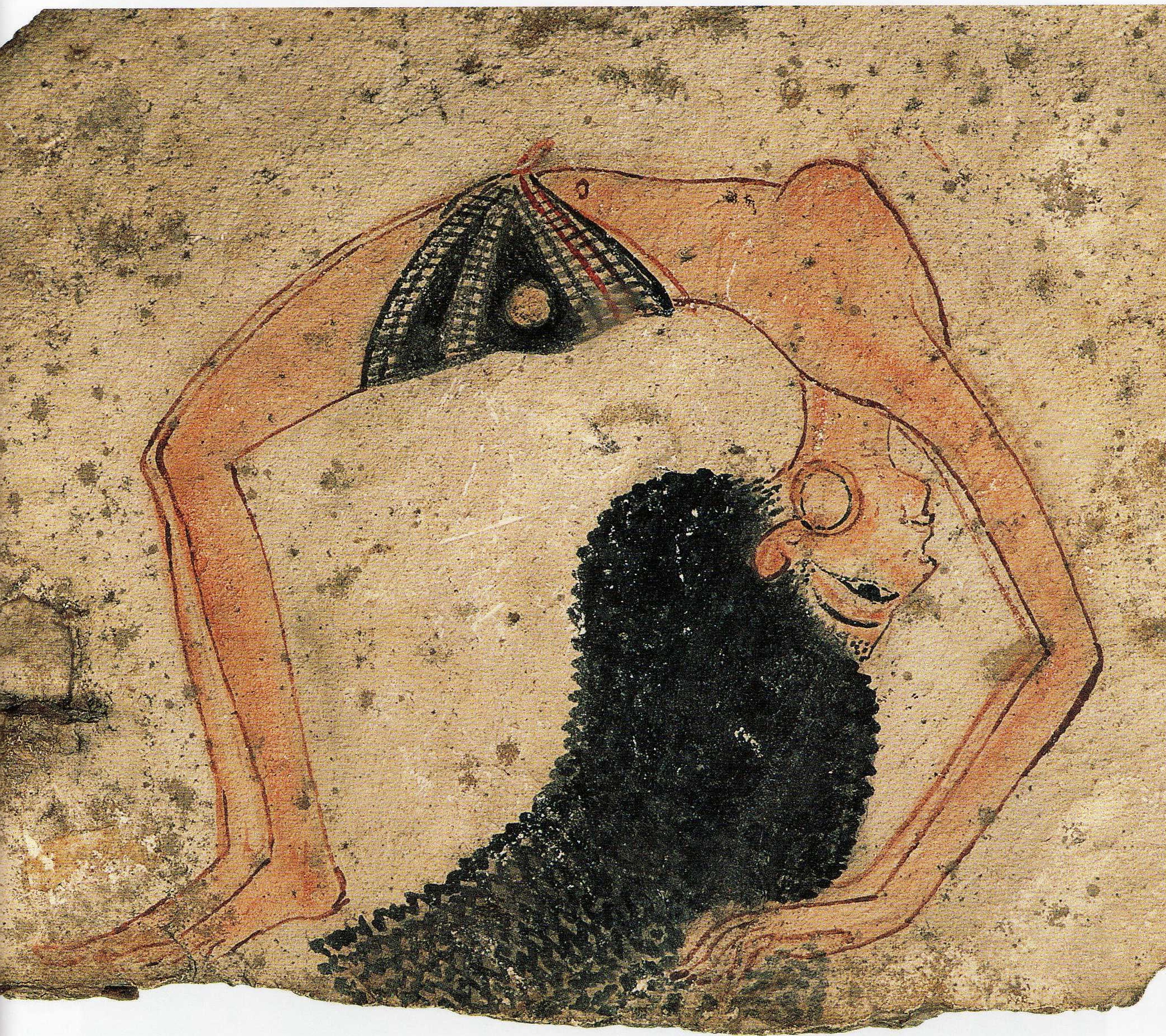
Танцюристка. Остракон

Танці в Стародавньому Єгипті — вид мистецтва часів існування цивілізації стародавніх єгиптян. Супроводжувалися зазвичай музикою. Були важливою складовою ритуально-міфологічних вистав Стародавнього Єгипту.

## Загальна характеристика
Танок в Стародавньому Єгипті мав важливе значення. У домашньому колі, в громадському місці, в храмі — скрізь зустрічається танець. Майже жодне свято, якась урочиста релігійна церемонія не обходилась без танців.
Танець був виразом екстазу, радості. Радість і танець були синонімами в поезії єгиптян. Танцювальні ритуали супроводжували більшість давньоєгипетських священних культів. Богами-покровителями веселощів, музики й танців у єгиптян були Хатор, Нехемаут і бородатий, карликоподібний Хатій. Хатій зображувався завжди у привітанні бога Сонця або в танці або грою на музичних інструментах перед Ра або богинею Хатор.
У Давньому царстві танцівники носили короткі чоловічі спідниці (чи фартух з круглими краями в передній частині) або танцювали голими, маючи лише пасок навколо талії. Деякі танцюристки носили довгі або короткі прозорі одежі, іноді вони повністю розкривали праву сторону грудей.
В часи Середнього та Нового царств танцюристи носили довгі прозорі плащі з широкими рукавами. Танцюристи носили нашийники, браслети, ланцюжки, сережки, на голові — стрічки або гірлянди з квітів. Усі носили перуки, оскільки голили голову наголо. Також носили корону, зроблену з очерету або пальмових волокон.

## Танцюристи
При храмі Амона існувала спеціальна школа, яка готувала жриць-танцівниць, все життя яких проходила в танці. Це були перші професійні виконавці. Храмові танцівники виконували акробатичні трюки, на рельєфах можна було бачити жінку, що робить шпагат, або жінку, яку підкидають в повітря і потім підхоплюють два партнери, а також чоловіка, який стояв на одній нозі й збирався зробити пірует. Рабів і рабинь навчали танців для домашніх розваг. До Єгипту привозилися танцівники з інших країн. Існували мандрівні трупи професійних акторів.

## Види танців
Існували групові, парні та одиничні танці. Це залежало від церемонії та типу танцю. Жерці, що являли богів або фараонів виступали з сольними танцями. Насамперед відбувався під час релігійного свята бога родючості Міна. Також відомо про ритуальні танці самого фараона.
Парні танці виконувалися як розвага. Танцювали два чоловіки або дві жінки, рідше — чоловік та жінка. Перші відомі танці такого виду відносять до часу V династії. Є зображення, де дівчата здійснюють симетричні рухи. В часи VI династії відомо про танці дівчат з тростиною.
Групові танці поділяються на 2 підвиди. Перші представляли окремі рухи, що здійснювалися спонтанно або були своєрідним змаганням серед чоловіків (або жінок) з виконання рухів. Згодом цей тип став поширеним під час поховальних обрядів. Інший підвид виконувався під час свят й бенкетів: то був танок по колу, в якому кожен з учасників повторював рух іншого.

## Спрямованість танців
Танцювальний ритуал входив в більшість священних культів Єгипту. Дотепер танці Стародавнього Єгипту не збереглися. Протягом багатовікового існування Єгипет завойовувався різними народами та достовірних відомостей про те, чим були танці фараонів, немає. Як виглядав танець в ті часи можна лише за настінними розписами та рельєфами, які свідчать про те, що вони були досить статичними.
У Стародавньому Єгипті міфи, пов'язані з культом Осіріса, знайшли відображення в численних святах ритуального характеру, під час яких в драматичній формі відтворювалися основні епізоди міфу. Жриці виконували танець, що зображав пошук бога, оплакування і поховання. Драма закінчувалася поставленням стовпа «джед», який символізує воскресіння бога, а разом з ним і всієї природи.
Важливим святом був Новий рік (або Час підйому Нілу), який давні єгиптяни зустрічали відповідним танком Сехмет (уособленням богині Хатхор). Він містив численні рухи, зокрема найбільш чудернацькі та акробатичні трюки.
Поховальні та церемоніальні танці (танець під час хед-сед, танець під час свята Фіванської долини, свято бога Мін) відрізнялися строгістю і простотою, але з часом стали виникати інші, більш декоративні типи танцю. Танцівники розігрували пантоміми, виконували акробатичні номери під акомпанемент бубнів і кастаньєт. Деякий час користувалися популярністю танці негрів-пігмеїв.
Близько 1500 року до н. е. прибули до Єгипет баядери — храмові танцівниці з Південної Індії, — що значно змінили незграбність і деяку жорсткість єгипетського танцю і привнесли в нього м'які, плавні лінії.
Відомий також астрономічний танець жерців, який зображував гармонію небесної сфери, ритмічний рух небесних тіл у Всесвіті. Танець проходив в храмі, навколо вівтаря, поставленого посередині і являв сонце. Опис цього танцю є у Плутарха. За його поясненням, спочатку жерці рухалися зі сходу на захід, символізуючи рух неба, а потім із заходу на схід, що відповідало руху планет. За допомогою жестів і різних видів рухів жерці давали уявлення стосовно гармонії планетної системи.
На одній з могил були виявлені зображення танцюючих чоловіків, які виконували танець під назвою «око Гора». Сенс, який передається в цьому танцювальному ритуалі наступний — усі ми Божі очі. Бог Гор виступає в образі сокола, тим самим заявляючи про його високу гостроту зору. Виконання танцю несе в собі ідею того, що Вища Істота може бачити наші вчинки, а дивиться Воно на світ за допомогою наших власних очей.

## Музичний супровід
Ритм підкреслювався за допомогою ударів в долоні та різних ударних інструментів (барабанів, бубнів, тріскачків, цимбал). А деякі виконавці використовували в танці хлопавки з дерева, ніж задавали тон танцю.